# تفجير حافلة متفرق مجدو

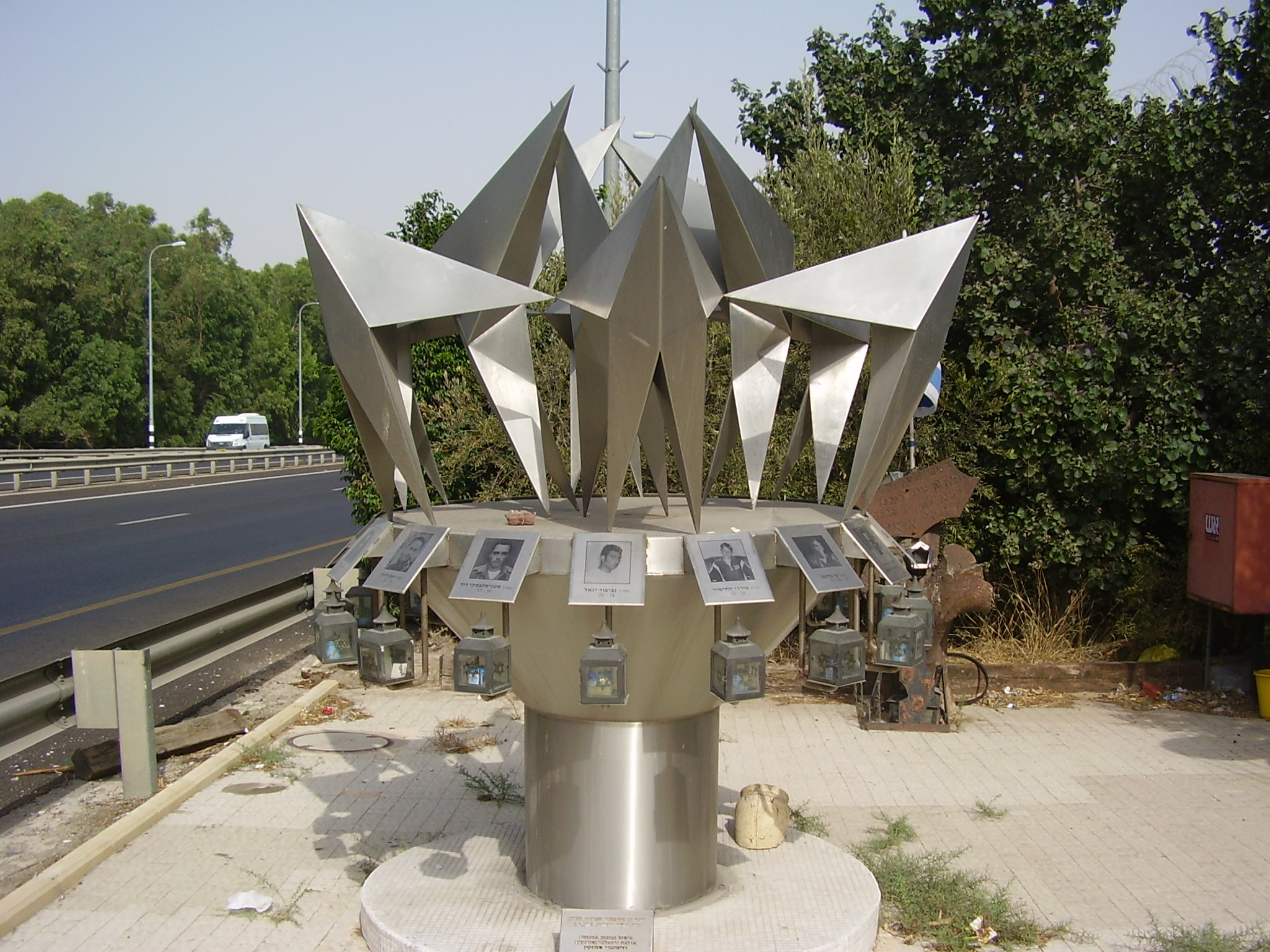
النصب التذكاري الذي بني بالقرب من موقع الهجوم في ذكرى ضحايا الحادثة

تفجير حافلة مفترق مجدو كان تفجير انتحاري بحافلة إيجد في متفرق مجدو في شمال إسرائيل في 5 يونيو 2002. قتل 17 شخصاً وجرح 43، أغلبية منهم جنود الجيش الإسرائيلي.
أعلنت المنظمة الإسلامية الفلسطينية المسلحة الجهاد الإسلامي مسؤوليتها عن الهجوم.

## الهجوم
في يوم الأربعاء، 5 يونيو 2002، قاد انتحاري فلسطيني سيارة رينو محملة بعشرات الكيلوغرامات من المتفجرات إلى الطريق السريع 65. وعند مفترق مجدو، اقترب من حافلة إيجد رقم 830، مليئة بالركاب متجهة من تل أبيب إلى طبريا. الساعة 07:15 ص، فجر الانتحاري العبوة الناسفة قرب خزان الوقود للحافلة، الأمر الذي أدى إلى اشتعال النار فيها. وفقاً لعضو طاقم الإنقاذ، ألقي بالناس خارج الحافلة جراء قوة القنبلة والعاملون في مجال الإنقاذ لم يتمكنوا من الصعود إلى متن المركبة فوراً بسبب الحرارة الشديدة.
قتل الانفجار 13 جندياً إسرائيلياً وأربعة مدنيين. أصيب 43 راكباً بجراح، معظمهم من الجنود.

### حالات الوفاة
| - العريف ليرون أفيتان، 19، من الخضيرة - العريف أفراهام بارزيلاي، 19، من نتانيا - العريف دينيس بلومين، 20، من الخضيرة - الرقيب أول إليران بوسكيلا، 21، من الخضيرة - الرقيب أول تسفي غيلبيرد، 20، من الخضيرة - الرقيب فيوليتا هيزغاييف، 20، من الخضيرة - الرقيب أول غانادي إيساكوف، 21، من الخضيرة - الرقيب ساريئيل كاتس، 21، من نتانيا - العريف فلاديمير موراري، 19، من الخضيرة | - الرقيب إيغال نيديبيور، 22، من نتانيا - الرقيب دوتان رايسل، 22، من الخضيرة - الرقيب أول دافيد ستانيسلافسكي ، 23، من نتانيا - الرقيب سيفان فينر، 19، من حولون - صهيون آغمون، 50، من الخضيرة - آدي داهان، 17، من العفولة - شمعون تيمسيت، 35، من تل أبيب - إلياهو تيمسيت، 32، من سديروت – تم التعرف عليه في ديسمبر 2002 |

## المنفذون
بعد الهجوم أعلنت المنظمة الإسلامية الفلسطينية المسلحة الجهاد الإسلامي المسؤولية عن الهجوم وذكرت أن الهجوم نفذه فلسطينياً يبلغ من العمر 18 سنة يدعى حمزة سمودي ينحدر من جنين، وقد أخذ دروس قيادة أربعة أيام قبل الهجوم، خصيصاً من أجل هذه المهمة.

## روابط خارجية
- Suicide bombing at Megiddo junction - 5-Jun-2002 - نشر في موقع وزارة الخارجية الإسرائيلية
- Israel bus attack kills 17 - نشر في بي بي سي نيوز في 5 يونيو 2002
- Bomb Kills 17 Israeli Bus Passengers - نشر في فوكس نيوز في 5 يونيو 2002
- Israel enters Jenin after suicide blast - نشر في بي بي سي نيوز في 5 يونيو 2002
- The Armageddon bomb - نشر في ذي إيكونوميست 5 يونيو 2002